# Les Âmes damnées de Rio Chico
Pour plus de détails, voir Fiche technique et Distribution.
Les Âmes damnées de Rio Chico (Quelle sporche anime dannate) est un western spaghetti italien réalisé par Luigi Batzella sous le pseudonyme de Paolo Solvay, et sorti en 1971.

## Synopsis
Tom, un pistolero, décide de venger son frère Jerry, tué lors d'un hold-up par un certain Ringo Braun. Il se trouve impliqué dans la défense des paysans oppressés par le riche propriétaire Shannon. Il découvrira que ce dernier est celui qui a commandité l'assassinat de son frère.

## Fiche technique
- Titre : Les Âmes damnées de Rio Chico
- Titre original italien : Quelle sporche anime dannate
- Genre : Western spaghetti
- Réalisateur : Luigi Batzella (sous le pseudo de Paolo Solvay)
- Scénariste : Aldo Barni (adaptation de Ian Danby)
- Production : Gino Turini, Mario De Rosa
- Format d'image : 2.35:1
- Photographie : Giorgio Montagnani
- Montage : Piera Bruni
- Musique : Elsio Mancuso
- Décors : Giovanni Catrambone
- Maquillage Lilliana Dulac
- Pays :  Italie
- Année de sortie : 1971
- Durée : 88 minutes
- Distribution en ITalie : Indipendenti Regionali

## Distribution
- Jeff Cameron : Tom Carter
- Donald O'Brien : Lee Rust
- Alfredo Rizzo : Jeff Buchanan dit "Buck"
- Krista Nell : Cora
- Edilio Kim : Dr. Lassiter
- Gianfranco Clerici (sous le pseudo de Mark Devis)[2] : Shannon
- Esmeralda Barros : femme de Shannon
- Attilio Dottesio